# Cyrtopholis bartholomaei
Cyrtopholis bartholomaei là một loài nhện trong họ Theraphosidae.
Loài này thuộc chi Cyrtopholis. Cyrtopholis bartholomaei được miêu tả năm 1832 bởi Latreille.